# Мерилин Монро
Мерилин Монро (енгл. Marilyn Monroe; Лос Анђелес, 1. јун 1926 — Лос Анђелес, 5. август 1962), рођена као Норма Џин Мортенсон, била је америчка глумица и манекенка.
Позната по игрању комичних ликова "сексепилних плавуша", постала је један од најпопуларнијих секс симбола 1950-их и раних 1960-их, као и амблем сексуалне револуције тог доба. Била је најплаћенија глумица читаву деценију, а њени филмови су зарадили 200 милиона долара (што одговара 2 милијарде долара у 2024.) до тренутка њене смрти 1962. године.
Рођена и одрасла у Лос Анђелесу, Монро је већину свог детињства провела у укупно 12 хранитељских породица и сиротишту пре него што се удала за Џејмса Доертија са шеснаест година. Радила је у фабрици током Другог светског рата када је упознала фотографа из First Motion Picture Unit-а и започела успешну каријеру пинап модела, што је довело до краткотрајних филмских уговора са 20th Century Fox-ом и Columbia Pictures. После низа мањих филмских улога, потписала је нови уговор са Фоксом крајем 1950. Премда су њени филмови најчешће били комерцијални, али не и критички хитови, Монро је била једна од највећих филмских звезда педесетих година 20. века. Најпознатија је по улогама у комедијама Мушкарци више воле плавуше, Како се удати за милионера, Принц и играчица и Мајмунска посла. Врхунцем у њеној каријери се сматра филм Неки то воле вруће, за који је добила Златни глобус за најбољу главну глумицу. Иако је била позната по својим комичарским способностима, пред крај каријере окренула се озбиљнијим улогама.
Монро је играла значајну улогу у стварању и управљању својим јавним имиџом током своје каријере, али се осећала разочарано када је студио тражио за улоге од којих је желела да се дисоцира. Накратко је суспендована почетком 1954. јер је одбила филмски пројекат, али се вратила да глуми у Седам година верности (1955), једном од највећих успеха на благајнама у њеној каријери.
Када је студио још увек оклевао да промени њен уговор, она је 1954. основала сопствену филмску продукцијску компанију. Посветила је 1955. изградњу компаније и почела је да учи метод глуму код Лија Стразберга у Студију глумаца. Касније те године, Фокс јој је доделио нови уговор, који јој је дао већу контролу и већу плату. Њене наредне улоге укључивале су хваљену представу у Аутобуска станица (1956) и њену прву независну продукцију у филму Принц и играчица (1957). Освојила је Златни глобус за најбољу глумицу за улогу у филму Неки то воле вруће (1959), који је био критички и комерцијални успех. Њен последњи завршени филм била је драма Неприлагођени (1961).
Монроин проблематични приватни живот добио је велику пажњу. Борила се са зависношћу и поремећајима расположења. Њени бракови са пензионисаном звездом бејзбола Џоом Димаџиом и драматургом Артуром Милером били су веома популарни, али су се завршили разводима. Дана 4. августа 1962. умрла је у 36. години од предозирања барбитуратима у свом дому у Лос Анђелесу. Њена смрт је оцењена као вероватно самоубиство, иако је остала предмет разних спекулација и теорија завере.
Мерилин је врло тешко падало што су јој целог живота додељиване улоге наивних и празноглавих плавуша и девојака жељних новца, због чега, како је мислила, није могла да покаже своје глумачке вредности. Ипак, Амерички филмски институт је њен потенцијал препознао сместивши је на шесто место на листи десет највећих глумица свих времена. Мерилин Монро је била културна, модна и геј икона, и један од највећих секс симбола 20. века.

## Детињство и каријера

### 1926–1943: Детињство и први брак
Монро је рођена Норма Џин Мортенсон у болници округа Лос Анђелес у Лос Анђелесу у Калифорнији 1. јуна 1926.
Њена мајка Гладис Перл Бакер (рођена Монро, 1902–1984) била је из сиромашне породице Средњег Запада која се преселила у Калифорнију на прелазу 20. века.
У доби од 15 година, Гладис се удала за Џона Невтона Бејкера, насилног мушкарца, девет година старијег човека, и родила му је двоје деце, с именом Роберт (1917–1933) и Бернис (рођена 1919).
Успешно је поднела захтев за развод и добила је старатељство 1923. године, али Бејкер је децу убрзо киднаповао и преселио са њима у родни Кентаки. Мерилин није речено да има сестру све док јој није било 12 година, а своју је сестру први пут упознала као одрасла особа.
Кад се вратила у Лос Анђелес, Гледис се 11. октобра 1924. године удала за Мартина Едварда Мортенсона (1897—1981). Развели су се након само шест месеци. Према књизи Моја сестра Мерилин, Мартинов отац, који се такође звао Мартин, рођен је у Хаугесунду, у Норвешкој, а имигрирао је у Сједињене Државе око 1880. године гдје се оженио са Стелом Хигинс. Њихов син рођен је у Велију, у Калифорнији.

Многи биографи, као што је Доналд Х. Вулф у књизи Последњи дани Мерилин Монро, верују да је биолошки отац Норме Џин био Чарлс Стенли Гифорд, продавац у филмском студију "RKO Pictures", где је Гледис радила као монтажерка. На Монроином родном листу као отац је наведен Гледисин други муж, Мартин Едвард Мортенсон. Како је Мортенсон оставио Гледис пре рођења Норме Џин, неки биографи сматрају како би он могао бити отац. У интервјуу за Лајфтајм, Џејмс Даферти, њен први муж, рекао је да је Норма Џин веровала да јој је Глифорд отац. Ко год био њен отац, сматра се да није имао никакву улогу у њеном животу.
"Када сам имала пет година, тада сам пожелела да будем глумица [...] Нисам волела свет око себе, јер је био некако мрачан, али волела сам да се играм сама у кући. [...] Кад сам чула да је то глума, рекла сам да то желим бити [...] Неке моје хранитељске породице су ме слале у биоскопе да би ме избациле из куће и тамо бих седела цео дан и у ноћ. Испред, тамо са екраном тако великим, мало дете потпуно само, и волела сам га."

—Монро у интервју за магазин Life,1962.

### Усвајатељи
Како није успела наговорити Делу да узме Норму Џин, Гледис ју је удомила код Алберта и Иде Болендер из Хотхорна, Калифорнија, где је живела до своје седме године. У њеној аутобиографији Моја прича, Монро је изјавила како је мислила да је Алберт девојка.
Гледис је посећивала Норму Џин сваке суботе. Једног дана је рекла да је купила кућу. Неколико месеци након што су се уселили, Гледис је доживјела слом живаца. У књизи Моја прича, Монро се присетила како је мајка „вриштала и смејала се“ те да је на силу смештена у болницу у Норвоку. Према књизи Моја сестра Мерилин, Гледисин брат Марион се обесио након изласка из болнице за ментално поремећене особе, а и Делин отац је починио исту ствар након што је патио од депресије.
Норма Џин је проглашена државном штићеницом, а Гледисина најбоља пријатељица, Грејс Маки (касније Годард) постала је њен старатељ. Кад се Маки удала 1935. године, Норма Џин је послата у сиротиште у Лос Анђелесу, а затим се селила по домовима за незбринуте.
Годардови су се селили на источну обалу те је нису могли повести са собом. Грејс је пришла мајци Џејмса Дафертија и упитала је да ли би њен син оженио девојку. Венчали су се две седмице након што је навршила 16 година, па се Норма Џин није морала вратити у сиротиште или старатељима.

## Каријера

### Младост
Док јој је муж служио у транспортној морнарици током Другог светског рата, Норма Џин Даферти се преселила са свекрвом и почела радити у фабрици „Radioplane Company“ (чији је власник био холивудски глумац Реџиналд Дени) где су се фарбали дијелови авиона и прегледали падобрани. Војни фотограф Дејвид Коновер је прегледао локалне фабрике, фотографишући за чланак у часопису YANK о женама које доприносе ратним напорима. Њу је видио као потенцијални модел, а убрзо је потписала уговор у агенцији за моделе, „The Blue Book“. У својој књизи „Потрага за Мерилин“, Коновер је тврдио да је био у вези са Мерилин годинама. Убрзо након потписивања за агенцију, Монро је скратила косу, изравнала је и офарбала у златноплаву.
Постала је једна од најуспјешнијих модела агенције, појављујући се на десетинама насловних страна разних часописа. Године 1946, ју је примијетио ловац на таленте Бен Луон. Договорио јој је аудицију у филмској кући „20th Century Fox“. Понуђен јој је стандардни шестомесечни уговор уз почетну плату од 125 долара седмично.
Луон јој је предложио да узме умјетничко име Мерилин (по Мерилин Милер), будући да Норма Џин није звучало комерцијално. За презиме је узела мајчино дјевојачко презиме. Тако је двадесетједногодишња Норма Џин Бејкер постала Мерилин Монро. Током својих првих шест мјесеци у Фоксу, Монро није добијала ангажман, али јој је Фокс продужио уговор, а наступила је у мањим улогама у филмовима „Скуда ху, скуда хеј!“ и „Опасне године“, оба из 1947. године. У Скуда ху, цио њен наступ је изрезан осим кратке појаве њеног лица кад изговара двије ријечи. Фокс није хтио обновити уговор. Монроова се вратила послу модела те је почела остваривати контакте у Холивуду.
Године 1948, је наступила у мјузиклу Колумбија пикчерса, Даме из хора, али нискобуџетни филм није остварио већи успјех, а Монроова је опет добила отказ. Тада је упознала једног од најбољих холивудских агената, Џонија Хајда, који јој је средио нови уговор са Фоксом након што ју је МГМ одбио. Потпредсједник Фокса Дерил Ф. Зеник није био сигуран у њен потенцијал, али је попустио због Хајдове упорности. Монро је добила споредне улоге у Фоксовом филму Све о Еви и МГМ-овој Џунгли на асфалту. Иако су улоге биле мале, публика и критичари су примијетили да је Хајд урадио мању пластичну операцију на њој, за нос и браду, након стоматолошке операције.
Сљедеће двије године биле су испуњене безначајним улогама у филмовима као што су Нисмо вјенчани! и Љубавно гнијездо. Међутим, шефови RKO-а искористили су њене потенцијале у продукцији Фрица Ланга, Clash by night. Након што је филм добро прошао, Фокс је искористио сличну тактику па је добила улогу рецепционерке с Керијем Грантом и Џинџер Роџерс у јефтиној комедији Хауарда Хоукса, Мајмунска посла. Критичари је више нису избјегавали, а успјех оба филма често је приписиван њеној све већој популарности.
Фокс јој је коначно 1952. године дао главну улогу у филму Не мораш да куцаш, у ком је играла поремећену дадиљу која напада девојчицу коју чува. Био је то јефтин филм Б-продукције, и иако су критике биле подијељене, тврдили су да је Монроова потврдила да је спремна за озбиљније улоге. Наступ у том филму сматра се за један од најбољих у њеној каријери.

### Филмска звезда
Монро је потврдила како се може носити са улогама у високобуџетним филмовима кад је наступила у Нијагари из 1953. године. Филмски критичари писали су о Монроиној вези с камером колико и о злокобној причи. Играла је неуравнотежену жену која планира убиство свог мужа.
У то вријеме почеле су кружити фотографије голе Монро, које је снимио фотограф Том Кели док је тражила посао. Слике је купио Хју Хефнер, а у децембру 1953. године се појавила у првом издању Плејбоја. Због скандала у Фоксу, Монро је одлучила јавно потврдити да је на сликама заиста она. Кад ју је новинар упитао шта носи у кревету, одговорила је, „Шанел бр. 5". Кад су је питали шта је имала на себи током снимања, одвратила је, „Радио“.
Током следећих мјесеци, улоге у филмовима Мушкарци више воле плавуше и Како се удати за милионера зацементирале су њен статус на А-листи глумица те је постала једна од највећих свјетских филмских звијезда. Раскошне Техниколорове комедије утемељиле су Монроину персону глупе плавуше.
У филму Мушкарци више воле плавуше, Монро се појавила као копачица злата и плесачица Лорелај Ли, а сцена у којој пјева „Дијаманти су девојчини најбољи пријатељи“ инспирисала је певачице као што су Мадона и Кајли Миног.
У филму Како се удати за милионера, Монро се удружила са Лорен Бакол и Бети Грејбл. Глумила је кратковидну глупу плавушу, а иако је улога била стереотипна, критичари су приметили њен комичарски дух.
Њена два следећа филма, Река без повратка и мјузикл Нема бизниса до шоубизниса, нису били успешни. Монроовој су досадиле улоге које јој је додељивао Зеник. Након завршетка снимања филма Седам година верности почетком 1955. године, раскинула је уговор и отишла студирати глуму у Њујорку. Фокс није пристао на њене захтјеве те је инсистирао да се врати за продукцију филмова које је сматрала неумесним, као што су Дјевојка у ружичастим хеланкама (који никад није снимљен), The girl in the red velvet swing и Како бити јако, јако популаран.
Монро је остала у Њујорку. Како се Седам година чежње попео на врх листе најуспјешнијих филмова у 1955. години, а Фоксове старлете Џејн Менсфилд и Шири Норт нису успеле освојити публику, Зеник је признао пораз, а Монро се вратила у Холивуд. Састављен је нови уговор, уз клаузулу да може наступати и у пројектима других студија.
Први филм под новим уговором био је Аутобуска станица, режисера Џошуе Логана. Глумила је Шери, салонску пјевачицу која се заљубљује у каубоја. Монро се намјерно појавила лоше нашминкана и негламурозна.
Била је номинована за Златни глобус, а и критичари су хвалили њен наступ. Критичар Њујорк Тајмса Босли Краудер је написао: „Људи, чврсто се држите и припремите се за силно изненађење. Мерилин Монро се коначно доказала као глумица." У својој аутобиографији, Филмске звијезде, обичан свијет и ја, режисер Џошуа Логан је написао: „Схватио сам да је Мерилин један од највећих талената свих времена... Изненадило ме да је била много бистрија особа него што сам замишљао, а мислим да сам тада први пут схватио како интелигенција и оштроумност немају никакве везе с образовањем."
Монро је основала сопствену продукцијску компанију "Marilyn Monroe Productions" с пријатељем и фотографом Милтоном Х. Грином, која је 1957. године објавила први и последњи филм, Принц и играчица. Филм је зарадио подијељене критике. Осим што је била извршни продуцент, наступила је у главној улози с афирмисаним британским глумцем Лоренсом Оливијеом, који је и режирао филм.
Оливије је био бијесан због њене навике да касни на снимање, као и због њене зависности о својој учитељици драме, Паули Стразберг. Критичари су хвалили њено извођење, посебно у Европи, где јој је додијељена награда Давид ди Донатело, италијански еквивалент Оскара. Била је номинована и за награду БАФТА.

### Касније године
Година 1959. је донијела највећи хит њене каријере, филмску комедију Билија Вајлдера Неки то воле вруће, у којој је наступила с Тонијем Кертисом и Џеком Лемоном. Кад се снимање завршило, Вајлдер је јавно причао о њеном тешком понашању на снимању. Убрзо се, међутим, Вајлдеров став ублажио те ју је почео хвалити као велику комичарку. Неки то воле вруће сматра се једним од најбољих филмова икад снимљених, а Монро је за глуму добила Златни глобус као најбоља глумица у мјузиклу или комедији.
Након тог филма, Монро је снимила Хајде да водимо љубав режисера Џорџа Кјукора, са Ивом Монтаном. Монро је била присиљена да сними филм због обавеза према студију 20th Century Fox. Иако филм није био ни финансијски ни критички успјех, у њему је отпјевала једну од легендарних музичких дела, пјесму Кола Портера "My heart belongs to daddy".
Артур Милер је написао оно што ће постати последња довршена сарадња Монро и Кларка Гејбла, Неприлагођени. Исцрпљујуће снимање одвијало се у врелој пустињи у Невади. Монро, Гејбл и Монтгомери Клифт остварили су улоге које савремени критичари сматрају изврсним. Таблоиди су окривљивали њу због смрти Кларка Гејбла од срчаног удара, тврдећи како га је гњавила на снимању. Гејбл је, међутим, инсистирао да сам изводи каскадерске сцене, а био је и страствени пушач. Након Гејблове смрти, Монро је присуствовала крштењу његовог сина.
Монрое се вратила у Холивуд како би наставила снимање комедије Џорџа Кјукроа, Something's Got to Give, никад завршени филм који је постао легендаран због проблема на сету, а показао се као скуп дебакл за Фокс. Дана 19. маја 1962. Џону Кенедију је отпевала чувену песму Happy Birthday, Mr. President (Срећан рођендан, господине председниче) на прослави његовог 45. рођендана у Медисон сквер гардену. Овај наступ био је један од последњих великих јавних појављивања Мерилин Монро пре њене смрти. Умрла је мање од три месеца касније. Иако је трајао само око један минут, овај наступ остао је запамћен као један од најпознатијих наступа Мерилин Монро на позорници.
Како је био финансијски оптерећен продукцијом Клеопатра, са Елизабет Тејлор у главној улози, Фокс је отпустио Монро и замијенио је са Ли Ремик. Међутим, Дин Мартин, који је у свом уговору имао клаузулу да може бирати глумце с којима ће сарађивати, није хтио никог до Монро. Студио ју је вратио.
Монро је дала велики интервју за Life, у којем је открила како је била огорчена кад су је у Холивуду почели етикетирати као глупу плавушу те како је вољела своју публику. Снимила је и фотосесију за Vogue, а почела је радити на свом следећем филмском пројекту са Џином Келијем и Френком Синатром, према биографији Доналда Спота. Осим тога, намјеравала је наступити у биографском филму о Џин Харлоу. Други пројекти у којима је требало да наступи били су What a Way to Go! (у којем ју је замијенила Ширли Маклејн), Пољуби ме, будало, комедија с Дином Мартином у главној улози (Ким Новак преузела је Монроину улогу) и мјузикл Дрво расте у Бруклину.
Монроин задњи дом био је у Брентвуду у Лос Анђелесу. Спремачица ју је нашла мртву 5. августа 1962. године. Објављено је како је узрок смрти било предозирање таблетама за спавање. Остала су питања о околностима и о томе колико је времена прошло кад ју је спремачица нашла. Осим тога, постоје неке теорије које говоре како су за њену смрт одговорни Џон и Роберт Кенеди. Оперативац ЦИА Норман Хоџес је тврдио како ју је он убио по наређењу службе.
Дана 8. августа 1962. године Мерлин Монро је покопана у гробници у гробљу Вествуд Вилиџ Меморијал Парк у Лос Анђелесу, Калифорнија. Ли Стразберг одржао је говор на спроводу. Мерлин Монро је остала једна од легендарних личности 20. вијека и прототип холивудске филмске звезде.

## Бракови

### Џејмс Даферти
Монро се удала за Џејмса Дафертија 19. јуна 1942. године. У књигама Тајна Срећа Мерилин Монро и Норми Џин с љубављу, Џими, тврдио је да су се вољели, али да су њу понијели снови о слави. Године 1953, је написао чланак под насловом „Мерилин Монро је била моја жена“ за Фотоплеј, у којем је тврдио да ју је оставио.
У документарном филму из 2004. године, Мерилинин човјек, Даферти је тврдио још три ствари: да је био њен Свенгали те да је он створио „Мерилин Монро“ као личност, да су је шефови студија натјерали да се разведе од њега и да је он био њена једина права љубав.
Поново се оженио 1947. године. Кад су га обавијестили о смрти Мерилин Монро, 6. августа 1962. године, Њујорк Тајмс је објавио да је одговорио: „Жао ми је“ и наставио своју полицијску патролу у Лос Анђелесу. Није се појавио на њеном спроводу.

### Џо Димаџо
Џо Димаџо видио је 1951. године Монроину слику са два играча Чикаго Вајт Сокса, али је није позвао све до 1952. године. Она је написала у књизи Моја прича да га није хтјела упознати, бојећи се да се он уклапа у стереотип америчког спортисте. Вјенчали су се у градској скупштини Сан Франциска 14. јануара 1954. године. Током меденог мјесеца, посјетили су Јапан, а њу су замолили да посјети Кореју. За четири дана је одржала десет наступа на врло ниским темперетурама за сто хиљада војника који су тамо служили. Биографи су нагласили да Димаџо, који је остао у Јапану, није био срећан женином одлуком јер је хтио да то буде интимни пут.
Дана 14. септембра 1954. године Монро је снимила сада већ култну сцену у којој јој вјетар диже хаљину за филм Седам година вјерности у Њујоршком позоришту Транс Лукс. Бил Кобрин, тадашњи Фоксов дописник са источне обале, рекао је како је Били Вајлдер хтио да то постане медијски циркус: "... сваки пут кад би се хаљина дигла, публика би се узбудила, а Димаџо би полудио." Пар се послије посвађао у предворју хотела. Она је, 274 дана након венчања, затражила развод због психичког насиља.
Годинама касније обратила му се за помоћ. У фебруару 1961. године њен психијатар послао ју је у психијатријску клинику Пејн Витни гдје је, према Доналду Споту, смјештена у одјељење за најтеже случајеве. Како се није могла сама одјавити, назвала је Димаџа, који ју је извео. Послије му се придружила на Флориди. Њихова прича о томе како су „само добри пријатељи“ нису зауставили гласине о томе како су се поновно вјенчали.
Према Маурију Алену, 1. августа 1962. године, Димаџо је — алармиравши како се његова бивша жена спетљала с људима који ће јој наудити, као што је Френк Синатра — дао отказ у војној служби како би је поново запросио. Покупио је њено тело и средио спровод. Двадесет година је у њену гробницу стизало туце црвених ружа три пута седмично. За разлику од њена друга два мужа, никад није говорио о њој у јавности, није писао о томе те се није поново женио.

### Артур Милер
Дана 29. јуна 1956. године, Монро се удала за драматурга Артура Милера, којег је упознала 1951. године у Вајт Плејнсу, у Њујорку. Вјенчање се крило од медија и од јавности. Иако је одгојена у хришћанском духу, преобратила се на јудаизам прије него што се удала за Милера. Након што је завршила снимање филма Принц и играчица са Лоренсом Оливијеом, пар се вратио у САД из Енглеске и открио да је она трудна. Међутим, она је патила од ендометриоза, а трудноћа се показала као ванматерична. Завршила је побачајем.
Милеров сценарио за филм Неприлагођени, прича о очајном разводу, требало је да буде дар за Дан заљубљених за њу, али у вријеме кад је снимање почело 1960. године, њихов брак је био непоправљив. Развод је обављен у Мексику 24. јануара 1961. године. Милер се оженио са Инге Морат 17. фебруара 1962. године, једном од фотографкиња које су радиле на снимању филма Неприлагођени.

## Смрт
Током последњих месеци Монро је живела у 12305 5. Хелен Драјв у кварту Брентвуд у Лос Анђелесу. Њена домаћица Јунис Мурај боравила је преко ноћи у кући увече 4. августа 1962. Мурај се пробудила 5. августа у 3:00 ујутро и осетила је да нешто није у реду. Видела је светло испод Мерилиних врата спаваће собе, али није успела да добије одговор и закључила је да су врата закључана. Мурај је тада позвала психијатра од Монро, др Ралфа Гринсона, који је убрзо након тога стигао у кућу и ушао у спаваћу собу кроз прозор како би пронашао Монро мртву у свом кревету. Мерилинин лекар, Др. Химан Енгелберг, стигао је око 03:50 сати. и прогласио је мртвом на месту догађаја. У 16:25 сати ЛАПД је обавештен.
Монро је умрла између 20:30. и 10:30 сати 4. августа и токсиколошки извештај показали су да је узрок смрти било акутно тровање барбитуратом. Имала је 8 mg% (милиграма на 100 милилитара раствора) хлорал хидрата и 4,5 mg% пентобарбитала (Нембутал) у крви и 13 mg% пентобарбитала у јетри. Празне боце са лековима пронађене су поред њеног кревета. Искључена је могућност да се Монро случајно предозирана, јер су дозе пронађене у њеном телу више пута прекорачене смртоносној граници.
Уред мртвозорника округа Лос Ангелес помогао је у њиховој истрази тиму за превенцију самоубистава у Лос Анђелесу, који је имао стручно знање о самоубиству. Монроини лекари изјавили су да је била „склона јаким страховима и честим депресијама“ са „наглим и непредвидивим променама расположења“, и предозирала се неколико пута у прошлости, вероватно намерно. Због ових чињеница и недостатка било каквих назнака за прекршај, заменик мртвозорника Томас Ногучи класификовао је њену смрт као вероватно самоубиство.
Монроина изненадна смрт била је вест на првом месту у Сједињеним Државама и Европи. Према Лоис Банер, "прича се да се стопа самоубистава у Лос Анђелесу удвостручила месец дана након што је умрла; тиражност већине новина повећала се тог месеца", и Чикаго Трибјун известили су да су примили стотине телефонских позива чланови јавности који су тражили информације о њеној смрти. Француски уметник Жан Кокто коментарисао је да би њена смрт "требало да служи као страшна лекција свима онима, чије се главно занимање састоји у шпијунирању и мучењу филмских звезда".
Њена сахрана, која је одржана на гробљу Меморијалног парка Вествуд Вилеџ 8. августа, била је приватна, а присуствовали су јој само најближи сарадници. Услугу су приредили Џо Димаџо и Монроин пословни менаџер Инез Мелсон. Стотине гледалаца препуно је улица око гробља. Монро је касније премештена у крипту број 24 на Коридору сећања.
У наредним деценијама уведено је неколико теорија завере, укључујући убиство и случајно предозирање како би се супротставило самоубиству као узроку Монроине смрти. Нагађања да је Монро убијена прво су привукли главну пажњу објављивањем часописа Норман Мејлер  Marilyn: A Biography 1973, а у наредним годинама трачеви су постали довољно раширени да окружни тужилац округа Лос Ангелес Џон Ван де Камп спроведе поновну истрагу 1982. да се види да ли треба да се отвори кривична истрага. Нису пронађени докази о било чему што би могло да наслути да је убијена.

## Особа иза камере
Четрдесете су биле врхунац за глумице које су биле перципиране као тешке и паметне - попут Кетрин Хепберн и Барбаре Стенвик - које су се током ратних година обраћале публици са доминацијом. Twentieth Century-Fox је желео да Монро буде звезда нове деценије која ће привући мушкарце у биоскопе, а на њу је гледао као на замену за стару Бети Грејбл, њихову најпопуларнију "плавокосу бомбу" из четрдесетих година 20. века. Према филмском научнику Ричарду Диеру, Монроин изглед је израђен углавном за мушки поглед.
Монро је од почетка играла значајну улогу у стварању њеног јавног имиџа, а пред крај каријере је имала готово потпуну контролу над тим. Осмислила је многе своје стратегије рекламирања, гајила пријатељства са колумнистима, попут Сидни Сколски и Луеле Парсонс, и контролисала је употребу њених слика.
Поред Грејбл, често су је упоређивали са другом иконичном плавушом, Џин Харлоу из 1930-их. Упоређивање је делом подстакла Монро, која је Харлоу назвала својим идолом из детињства, желела је да је глуми у биопику, па је чак запослила Харлоу-ину фризерку да би је офарбала.
Монро на екрану се фокусирала на њену плаву косу и стереотипе који су били повезани с њом, посебно ниску интелигенцију, наивност, сексуалну доступност и вештачност. Често је користила задихан, детињаст глас у својим филмовима, а у интервјуима је остављала утисак да је све што је рекла, "потпуно невино и необрачунато". Пародирајући себе двосмислено, настали су "Монроизми". На пример, када су је питали шта је носила на себи на голој фотографији из 1949. године, она је одговорила: „Укључила сам радио“. ("What did you have on? "- I had the radio on." )
Монро је у својим филмовима обично глумила "девојку", коју дефинише само пол. Њене улоге готово увек су биле девојке из хора, секретарице или манекенке; занимања у којима је „жена изложена, тамо где је ради задовољства мушкараца.“ Монро је започела своју каријеру као „пин-aп“ модел, и била је позната по својој фигури пешчаног сата. Често је била позиционирана у филмским сценама тако да је њена закривљена силуета била изложена, а често је позирала као "Pin up" на публицистичким фотографијама.
Њен карактеристичан ход и замах куком такође је скренуо пажњу на њено тело и стекао јој надимак "девојка с хоризонталним ходом". Монро је често носила бело како би нагласила своју плаву косу и привлачила је пажњу носећи откривену одећу која је показивале њену фигуру. Њене публицистичке каскаде често се врте око њене одеће, шокантно откривају њено тело или чак не раде исправно, као што је случај када јој је нараменица на хаљини пукла током конференције за штампу.
У причама за новине, Монро је представљена као отеловљење америчког сна, девојчице која је из бедног детињства израсла у холивудску звезду. Приче о њеном времену проведеном у хранитељским породицама и сиротишту биле су преувеличане, па чак и делимично измишљене. Филмски научник Томас Харис написао је да су јој корени радничке класе и недостатак породице учинили сексуално доступнијом, "идеалном плејмејкерицом", за разлику од њене савременице Грејс Кели, која се такође "продавала" као атрактивна плавуша, али због њене прошлости у вишој класи, за разлику од Мерилине, доживљавана је као софистицирана глумица, недостижна за већину мушких гледалаца.

Иако је Монро с екрана била смешна, али сексуално привлачна плавуша, публика и филмски критичари сматрали су да је то њена стварна личност. Ово је постало препрека када је желела да обавља друге врсте улога или да је поштује као пословна жена. Академик Сара Чурчвел проучавала је Монро и изјавила:
Највећи мит је да је била глупа. Друго је да је била крхка. Треће је да није могла да глуми. Била је далеко од глупе жене, иако није била формално образована, и била је осетљива на то. Али заиста је била паметна - и веома жилава. Морала је да победи систем холивудских студија 1950-их. [...] Глупа плавуша је била улога - била је глумица, забога! Тако добра глумица да сада нико не верује да је ишта друго осим онога што је приказала на екрану.

Биографкиња Лоис Банер написала је да је Монро често суптилно пародирала свој статус секс симбола у својим филмовима и јавним наступима. Комедију је проучавала у часовима миме и плесачице Лоте Гослар, познате по комичним сценским представама, а Гослар ју је такође инструирала на филмским сетовима. У Мушкарци више воле плавуше, једном од филмова у којем је глумила архетипску глупу плавушу, Монро је реченицу "Могу бити паметна кад је то важно, али већина мушкараца то не воли" додала у реченице њеног лика.
"Никада то нисам потпуно разумела, овај секс симбол. Одувек сам мислила да су симболи оне ствари са којима се сукобљавате! То је проблем, секс симбол постаје ствар. Ја само мрзим да будем ствар. Али ако ћу постати симбол нечега, боље да то буде секс него неке друге ствари које имају такође, имају симболе. "

—Монро у интервјуу за магазин Life 1962.
Појавивши се рањивом и несвесном своје сексепилности, Монро је била први секс симбол који је секс представила као природан и без опасности, за разлику од женских фем фатала из 1940-их. Спото је описује као отелотворење "послератног идеала америчке девојке, мека, транспарентно потребна и обожавана од стране мушкараца, наивна, нудећи секс без захтева", што је одјекнуло у изјави Моли Хаскел да је "она била фикција педесетих, лаж да жена није имала сексуалне потребе, да је ту да задовољи или побољша потребе свог мушкарца. " Монроин савременик Норман Мејлер написао је да је" Мерилин предложила да секс може бити тежак и опасан за друге, али сладолед за њу", док ју је Гручо Марк окарактерисао као" Меј Вест, Теда Бара и Бо Пип све су спојене у једно ". Према Хаскелу, због свог статуса сексуалног симбола, Монро је била мање популарна међу женама него међу мушкарцима, јер оне "нису могле да се поистовете са њом и не подржавају је", мада ће се то променити након њене смрти.
Диер је такође тврдио да је Монроина плава коса постала њена карактеристична особина јер ју је она учинила "расно недвосмисленом" и искључиво белом баш као што је покренуо покрет за грађанска права и да би је требало сматрати симболом расизма у популарној култури двадесетог века.

Међутим, Мерилин није била расиста. Педесетих година 20. века, Афроамериканци нису смели да наступају у неким луксузним клубовима, чак иако су били талентовани као Ела Фицџералд. Наиме, Ели није било дозвољено да наступа у тада најпознатијем холивудском ноћном клубу “Мокамбо”, због боје коже. Међутим, Мерилин је била њен велики обожавалац. Када је чула да јој је забрањено да тамо пева, позвала је власника клуба и обећала му да ће, ако ангажује Елу, и она долазити сваке вечери да је слуша. А појављивање Мерилин Монро подразумевало је невероватну медијску пажњу. Ускоро је џез легенда почела да наступа у “Мокамбу”, а Мерилин је одржала обећање и сваке вечери седела за столом испред бине.
– После тог ангажмана више нисам морала да певам у малим клубовима. Мерилин је била необична жена. Увек испред свог времена. А никад није била свесна тога – изјавила је Ела једном приликом.
Банер се сложила да то можда није случајност да је Монро покренула тренд платинасто плавушастих глумица током покрета за грађанска права, али је такође критиковала Диера, напомињући да је Монро у свом приватном животу који се веома оглашава, повезана са људима који су сматрани "белим етницима", као што су Џо Димаџо (италијанско-амерички) и Артур Милер (Јевреј). Према Банер, понекад је на својим публицистичким фотографијама оспоравала превладавајуће расне норме; на пример, на слици приказаној у Look-у 1951, она је приказана у краткој одећи док је вежбала са афроамеричким тренером певања Фил Муром.

Монро је била перципирана као посебна америчка звезда, "национална институција позната као хот дог, пита од јабука или бејзбол". Банер је назива симболом популукса, звезде чија је радосна и гламурозна јавна слика „помогла нацији да се носи са својом паранојом 1950-их, хладном рату, атомској бомби и тоталитарном комунистичком Совјетском Савезу“. Историчарка Фиона Хандисид пише да је француска женска публика белину/плавушу повезала са америчком модерношћу и чистоћом, па је тако Монро дошла да симболизује модерну, "ослобођену" жену, чији се живот одвија у јавној сфери. Историчарка филма Лаура Мулвеј написала је о њој као одобравање америчке културе потрошача:
Када би Америка желела да извезе демократију гламура у послератну, осиромашену Европу, филмови би могли бити њен извоз ... Мерилин Монро је са свим својим америчким атрибутима и рационализованом сексуалношћу у једној слици представила овај сложен интерфејс; економски, политички и еротски. До средине 1950-их, она се залагала за бренд бескласног гламура, доступан свима који користе америчку козметику, најлон и пероксид.
Twentieth Century-Fox је додатно профитирао од Монроине популарности узгајајући неколико глумица које су изгледале као она, попут Џејн Мансфилд и Шери Норт. Други студији су такође покушали да створе сопствену Монро: Universal Pictures са Мејми Ван Дорен, Columbia Pictures са Ким Новак, и Rank Organisation са Дајаном Дорс.

## Наслеђе
Према Водичу за популарну културу Сједињених Држава, „као икона америчке популарне културе, Монро је имала неколико ривала по популарности, Елвиса Прислија и Микија Мауса... ниједна друга звезда никада није инспирисала тако широк спектар емоција - од пожуде до сажаљења.
Историчар уметности Гејл Левин изјавио је да је Монро можда "најфотографисанија особа 20. века", и Амерички филмски институт је именовао као шесту највећу женску филмску легенду у Америци историја филма. Smithsonian Institution уврстио ју је на своју листу "100 најзначајнијих Американаца свих времена", и Variety и VH1 сврстали су је у првих десет на њиховој ранг листи највећих икона популарне културе двадесетог века.
Стотине књига је написано о Монро. Била је предмет филмова, представа, опера и песама, а утицала је на уметнике и забављаче, попут Ендија Ворхола и Мадоне.
Такође остаје вредан бренд: њена слика и име су лиценцирани за стотине производа, а била је представљена у рекламирању за брендове попут Макс Фактор, Шанел, Мерцедес-Бенз и Абсолут Водку.
Монроина трајна популарност повезана је са њеним сукобљеним јавним имиџом. С једне стране, она остаје секс симбол, икона лепоте и једна од најпознатијих звезда класичне холивудске кинематографије.
С друге стране, остала је упамћена по свом проблематичном приватном животу, нестабилном детињству, борби за професионално поштовање, као и по својој смрти и теоријама завере која га је окружила.
О њој су писали научници и новинари који су заинтересовани за род и феминизам; ове списатељице укључују Глорију Стајнем, Џеклин Роуз, Моли Хаскел, Сару Чурчвел, и Лоис Банер. Неки, попут Cтајнем, сматрали су је жртвом студијског система. Други, као што су Хаскел, Роуз и Чурчвел су уместо тога нагласили Монроину проактивну улогу у њеној каријери и њено учешће у стварању њене јавне личности.
Због контраста између свог сјаја и проблематичног приватног живота, Монро је уско повезана са широким расправама о модерним појавама као што су масовни медији, слава и потрошачка култура.
Према академику Сузен Хамск, Монро је и даље релевантна за садашње расправе о модерном друштву и она се „никада у потпуности не налази у једном времену или месту“, већ је постала „површина на којој се нарави америчке културе могу (поново) конструисати“ и "функционише као културни тип који се може репродуковати, трансформисати, превести у нови контекст."
Монро је и даље културна икона, али критичари су подељени о њеном наслеђу као глумици. Дејвид Томсон назвао је њено тело „безначајним“, а Паулин Каел написала је да она не зна глумити, већ да је „искористила своје недостатке у глумачким вештинама да забави јавност." Имала је хумор, безобразлук или очај да претвори чизкејк у глуму - и обрнуто; радила је оно што су други имали "добар укус" да не раде ".
За разлику од тога, Питер Бредшо је написао да је Монро била талентован комичар који је "схватила како комедија постиже своје ефекте", а Роџер Еберт је написао да су "Монроине ексцентричности и неурозе на сетовима постале озлоглашене, али студији су је помирили са тим јер је оно што су ставили на екран са Монро било би магично, док би било која друга глумица била уцењивана." Слично томе, Џонатан Росенбаум је изјавио да је "суптилно покорила сексистички садржај њеног материјала" и да "потешкоће неких људи које разазнају Монроину глумачку интелигенцију изгледају укорењене у идеологији репресивне ере, када супер женствена жена није требало да буде паметна ".

## Филмографија
| Улоге Мерилин Монро |                                  |               |                           |                                                                                     |
| Година              | Српски назив                     | Изворни назив | Улога                     | Напомена                                                                            |
| 1947.               | Опасне године                    |               | Иви                       |                                                                                     |
| 1948.               |                                  |               | Бети                      | непотписана                                                                         |
| 1948.               | Даме из хора                     |               | Пеги Мартин               | прва већа улога                                                                     |
| 1949.               | Љубавна срећа                    |               | клијент                   |                                                                                     |
| 1950.               | Карта за Томахавк                |               | Клара                     | непотписана                                                                         |
| 1950.               | Џунгла на асфалту                |               | Анђела Финли              |                                                                                     |
| 1950.               | Ватрена лопта                    |               | Поли                      | Изазов - други назив филма                                                          |
| 1950.               | Све о Еви                        |               | госпођица Клаудија Казвел |                                                                                     |
| 1950.               | Десни кроше                      |               | Даски                     | непотписана                                                                         |
| 1951.               | Прича из предграђа               |               | Ајрис Мартин              |                                                                                     |
| 1951.               |                                  |               | Херијет                   |                                                                                     |
| 1951.               | Љубавно гнездо                   |               | Роберта Стивенс           |                                                                                     |
| 1951.               | Направимо то легалним            |               | Џојс Манеринг             |                                                                                     |
| 1952.               | Сукоб у ноћи                     |               | Пеги                      |                                                                                     |
| 1952.               | Нисмо венчани!                   |               | Анабел Норис              |                                                                                     |
| 1952.               | Не мораш да куцаш                |               | Нел Форбс                 | прва главна улога                                                                   |
| 1952.               | Мајмунска посла                  |               | Лоис Лорел                |                                                                                     |
| 1952.               |                                  |               | пролазница                | камео улога                                                                         |
| 1953.               | Нијагара                         |               | Роуз Лумис                | главна женска улога                                                                 |
| 1953.               | Мушкарци више воле плавуше       |               | Лорелај Ли                | главна женска улога                                                                 |
| 1953.               | Како се удати за милионера       |               | Локо Демпси               |                                                                                     |
| 1954.               | без повратка                     |               | Кеј Вестон                |                                                                                     |
| 1954.               | Нема посла као што је шоу бизнис |               | Викторија Хофман          |                                                                                     |
| 1955.               | Седам година верности            |               | девојка                   | садржи чувену сцену са белом хаљином; номинација за награду БАФТА                   |
| 1956.               | Аутобуска станица                |               | Шери                      | Погрешан тип девојке - други назив филма; номинација за награду Златни глобус       |
| 1957.               | Принц и играчица                 |               | Елси Марина               | продуцент филма; номинација за награду БАФТА                                        |
| 1959.               | Неки то воле вруће               |               | Шугар Кејн Ковалчик       | најуспешнији филм; награда Златни глобус за најбољу глумицу у мјузиклу или комедији |
| 1960.               | Хајде да се волимо               |               | Аманда Дел                |                                                                                     |
| 1961.               | Неприлагођени                    |               | Рослин Табер              | последњи филм                                                                       |
| 1962.               | Нешто се мора дати               |               | Елен Вагстаф Арден        | недовршен због њене смрти                                                           |

## Галерија
|  |